# 小行星陆地撞击持续报警系统
小行星陆地撞击持续报警系统（Asteroid Terrestrial-impact Last Alert System，縮寫：ATLAS，天文台編號：T05和T08）是一个巡天調查和预警系统，该系统可在较小的近地天体撞击地球的前几周至前几天探测到它们。該系統受到美国国家航空航天局资助 ，由夏威夷大学天文研究所 (夏威夷)开发和运营。該系統目前有五台0.5米口径的望远镜，最早的两台相距160公里，分别位于夏威夷哈萊阿卡拉天文台（ATLAS-HKO）和毛納基山天文台（ATLAS-MLO）观测站，之后的三台分别位于南非天文台、智利和西班牙泰德天文台。小行星陆地撞击持续报警系统于2015年开始啟用第一台望远镜进行观测，自2017年开始啟用第二台。位于南非和智利的两台于2022年启用，位于西班牙的一台于2025年启用。

## 重要发现
- 2024YR4, 一个直径约为40到100米的小行星。
- SN 2018cow, 一颗于2018年发现的蓝色快速光学暂现源。
- 2018 AH, 自1971年以来以很近距离掠过地球的最大的小行星。
- A106fgF, 一颗2-5米的小行星，于2018年经过或撞击了地球。
- 2018 RC, 2018年发现的近地小行星，因其仅在到达离地球最近点前一天才被发现而知名。
- 2019 MO, 一颗大约4米大小的小行星，于2019年6月落在波多黎各以南的加勒比海中。
- C/2019 Y4 (ATLAS), 彗星。
- 2020 VT4, a 5–10 m object which passed closer to Earth than any other known near-miss asteroid
- 拍摄到了美国航空航天局的双小行星重定向测试撞击小行星双卫一的实时影像。